# Graçias a la vida (Giovanna)
Graçias a la vida è un singolo di Giovanna pubblicato nel 2003 dalla Kicco.

## Tracce
1. Graçias a la vida (Violeta Parra)